# Gerolstein
Gerolstein é uma cidade da Alemanha localizada no distrito de Vulkaneifel, estado da Renânia-Palatinado.
É membro e sede do  Verbandsgemeinde de Gerolstein.